# Ikonoklasme
En ikonoklasme (græsk for billedeødelæggelse) er en bevidst destruktion eller krænkelse af vigtige symbolske billeder eller ikoner, som er anerkendt inden for en kultur, religion eller i samfundet. En ikonoklastisk handling indebærer normalt, at aktiviteten er offentlig, oprørsk og udføres af en defineret gruppe.
De, som er involveret i eller støtter ikonoklasme, kaldes billedstormere eller ikonoklaster, et begreb som er anvendt om enhver, som bryder eller foragter etablerede dogmer eller konventioner. Omvendt er de, der ærer eller nærer ærbødighed for religiøse billeder, ikonolater. I byzantinsk sammenhæng er de kendt som ikonoduler eller ikonofiler.

Ikonoklasme kan udføres af tilhængere af andre religioner eller af sekteriske fraktioner af samme religion. De to byzantinske udbrud i  8. og 9. århundrede var usædvanlige ved deres voldsomhed. I kristendommen har ikonoklasme generelt været motiveret af en bogstavelig fortolkning af de ti bud fra 5. Mosebog kapitel 5: 
| Citat | Du må ikke have andre guder end mig. Du må ikke lave dig noget gudebillede i form af noget som helst oppe i himlen eller nede på jorden eller i vandet under jorden. | Citat |
|       | |       |

## Eksempler på ikonoklasme
- I 2001 sprænger Taleban to Buddha-statuer i Bamiyan i luften. Statuerne var opført på UNESCOs Verdensarvsliste.
- I 2003 vælter amerikanske soldater en statue af Saddam Hussein i Bagdad.
- Kirkekunst

- Wikimedia Commons har flere filer relateret til Ikonoklasme